# おばけといっしょ
「おばけといっしょ」は、1993年2月 - 3月、NHK『みんなのうた』で放送。作詞：前田たかひろ、作曲：渡辺俊幸、編曲：Thousand Sketches、歌：東京パフォーマンスドール。

## 概要
お化けのいる世界を歌った楽曲。曲は3番構成で、1番は楽しいお化けの世界、2番は閻魔大王が登場、3番は喧嘩をせず仲良く暮らすのが基本であることを歌っている。元はNHKが1991年に放送したドラマ「のんのんばあとオレ」の劇中歌をアレンジした楽曲。サビの歌詞は「ショキ　ショキ　ドゥワー」のみで構成されている。
「のんのんばあとオレ」に登場する水木しげるの妖怪たちのアニメーションに、東京パフォーマンスドールのメンバーが実写合成で登場しダンスを披露する映像。水木しげる、東京パフォーマンスドールは番組内唯一の参加。とはいえ当時東京パフォーマンスドールのフロントメンバーだった篠原涼子は本作の歌唱および映像に参加していない。
番組関連のCDには木村真紀によるカバーのみが音源化され、東京パフォーマンスドールのCDアルバム等には版権の都合上長らく未収録のままだったが、番組が60周年を迎えた2021年に販売した「NHKみんなのうた 60 アニバーサリー・ベスト 〜YELL〜」にて初収録となった。